# Karl von Grothaus

Schattenriss von Grothaus in der Silhouetten-Sammlung Schubert (1779)

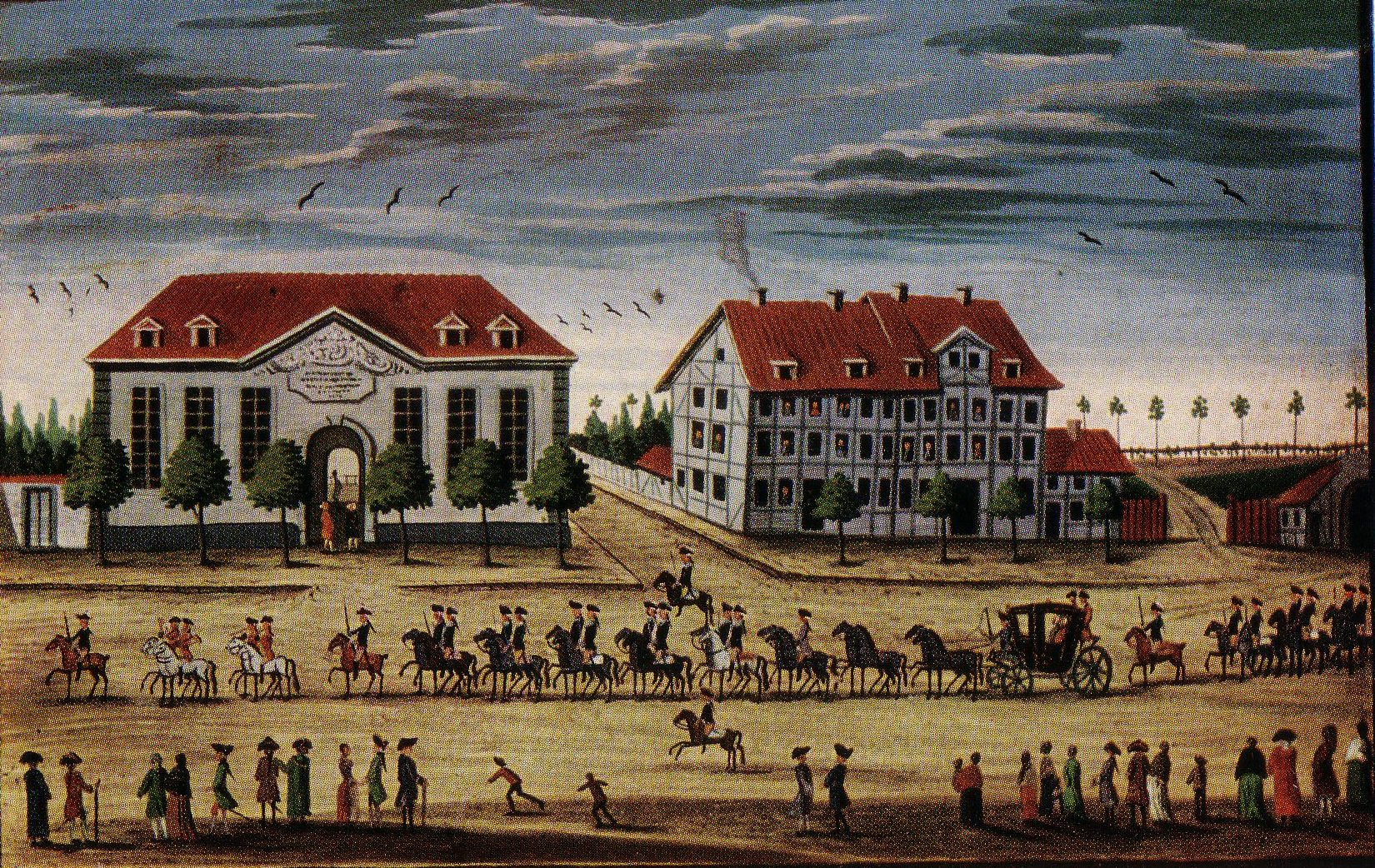
Hannoversche Landsmannschaft bei der Einholung des Herzogs von York, Göttingen 1765

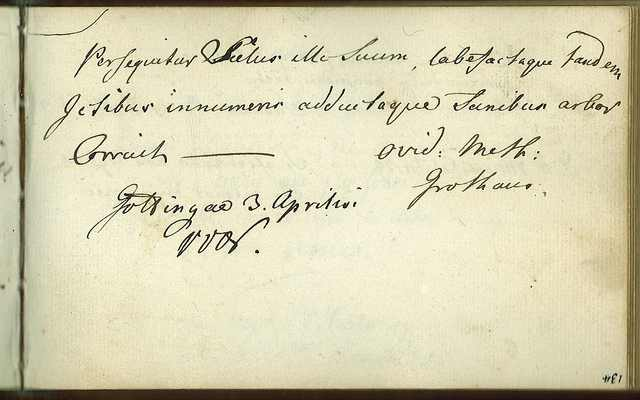
Eintrag des Oberstleutnants von Grothaus im Stammbuch des schwedischen Offiziers Johan Daniel af Sandeberg, Göttingen 3. April 1778

Friedrich Wilhelm Karl Ludwig von Grothaus (* 12. April 1747 in Apensen; † 4. November 1801 in Bayreuth) war ein deutscher Offizier, Militärtheoretiker und Abenteurer.

## Leben
Grothaus war der Sohn des hannoverschen Hauptmanns Nikolaus Anton Heinrich von Grothaus und seiner Ehefrau Sophie von Horn. Sein älterer Bruder Nikolaus Anton Heinrich Julian von Grothaus (* 1743; † nach 1802) wurde Jurist und die Lebensdaten beider Brüder werden in der Literatur aufgrund eines Fehlers von Heinrich Wilhelm Rotermund und darauf aufsetzend von Karl Ernst Hermann Krause in der Allgemeinen Deutschen Biographie häufig vermischt oder verwechselt.
Karl von Grothaus besuchte das Pageninstitut in Hannover, wo sich sein erster Freundeskreis gleichaltriger Kinder aus den ersten Familien des Kurfürstentums Hannover bildete, darunter auch der spätere preußische Staatskanzler Karl August von Hardenberg. Er studierte als Fähnrich des Garde-Regiments der hannoverschen Armee ab dem 14. März 1765 Mathematik an der Universität Göttingen und ist ab dieser Zeit als Einträger in diversen Stammbüchern belegt und in dem von Ernst Ludwig Julius von Lenthe, Senior der Hannoverschen Landsmannschaft im SS 1765, verfassten Bericht nebst Teilnehmerliste über den Besuch des Herzogs von York am 22. August 1765 in Göttingen benannt. Der Freundes- und Bekanntenkreis in Göttingen war nicht zuletzt durch Zeit am Pageninstitut in Hannover vorgegeben. Im Jahre 1767 nahm er den Abschied vom Militär mit dem Charakter eines Leutnants. Als Fußgänger marschierte er durch ganz Europa und soll 1769 Pascal Paoli bei dessen Emigration von Korsika nach London behilflich gewesen sein. Seine Fußmärsche, mit denen er wohl eine bipolare Störung zu heilen suchte, machten ihn europaweit schon zu Lebzeiten zur Legende. 1770 wurde der zu dieser Zeit in London weilende Grothaus korrespondierendes Mitglied der Göttinger Akademie der Wissenschaften. 1772 für den Militärdienst reaktiviert, immatrikulierte Grothaus sich am 20. März 1773 an der Universität Leipzig. 1778 hielt Grothaus als Oberstleutnant seinen viel beachteten Vortrag Oratio de re militari vor der Göttinger Akademie. Im weiteren Verlauf des Jahres nahm er nunmehr unter der Fahne Preußens am Bayerischen Erbfolgekrieg teil. Er verkehrte an der Tafel König Friedrichs des Großen, was noch 1816 von Prinz Carl von Hessen berichtet wurde, und stand als Freund des Prince of Wales, dem späteren König Georg IV. unter der Protektion des Londoner Hofs. Seine in Göttingen der Akademie der Wissenschaften vorgetragenen Überlegungen wurden zwar 1790 von General Scharnhorst aufgegriffen, aber erst die Grande Armée Napoleons setzte sie erstmals um. Als Denker war Grothaus seiner Zeit voraus. Er wird unter anderem von Goethe am 25. August 1779 in seinem Tagebuch erwähnt und erneut bei einem Wiedersehen am 31. August 1792 bei Verdun dokumentiert, wo Grothaus sich als Parlamentär bei der Festungsübergabe angeboten haben soll. Auch durch die gesamte Goetheforschung zieht sich jedoch die Verwechslung der beiden Brüder Grothaus durch Rotermund und Krause fort. Sein weiterer Lebensweg ist unklar und aufgrund der Verwechslungen und Legenden nicht zweifelsfrei zu bestimmen.

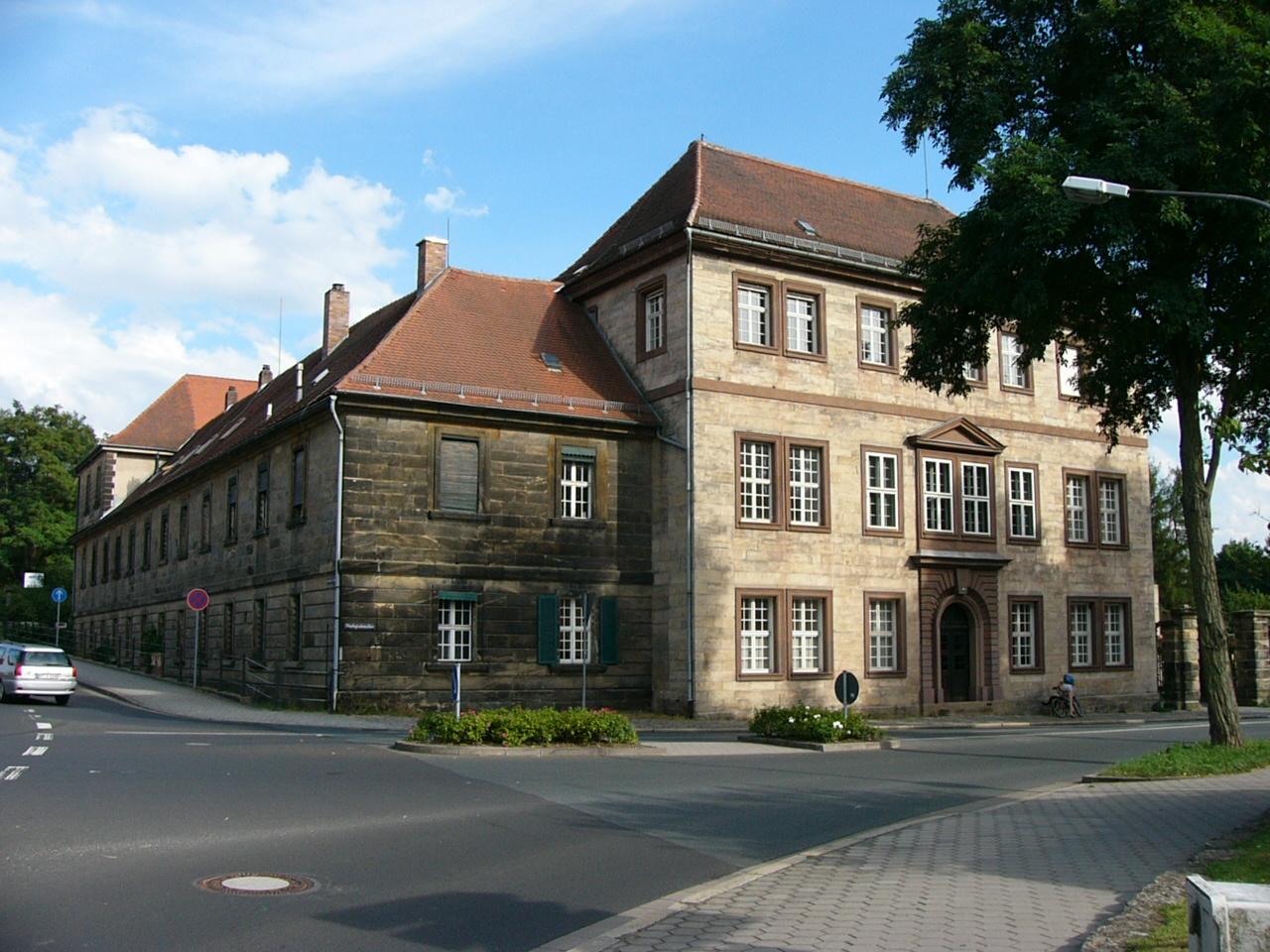
Prinzessinenhaus in St. Georgen, Irrenanstalt in Bayreuth von 1784–1870

Sein psychischer wie physischer Gesundheitszustand verschlechterte sich ab 1790, er war bettlägerig und zeitweise in Küstrin fast ein Gefangener, wurde 1797 auf die Festung Plassenburg gebracht, wo vier Zimmer eigens für ihn renoviert waren, aber blieb dort nicht. Wieder bleibt eine Zeit unklar und die Rolle des bis 1798 Leitenden Ministers in Ansbach-Bayreuth, Grothausens Schulfreund Karl August von Hardenberg, in der Angelegenheit ist zwar durch Rotermunds Biografie überliefert, aber noch nicht wissenschaftlich untersucht. Oberst Grothaus verstarb 1801 in der Irrenanstalt St. Georgen in Bayreuth und wurde unter Anwesenheit des örtlichen preußischen Offiziercorps beigesetzt.

## Rezeption
Der gut aussehende Grothaus fesselte seine Mitmenschen. Caroline Schelling beschreibt ihn in einem Brief an ihre Freundin Julie von Studnitz in Gotha als „schönen Mann“ und „romantische Erscheinung.“ Seine Kontakte auf höchster Ebene der europäischen Höfe und die bereits zu Lebzeiten gepflegte Legendenbildung des bescheidenen, asketischen Fußwanderers, der eine Heldentat nach der anderen vollbrachte, sowie die größtenteils verwirrenden, wenn nicht verwirrten Veröffentlichungen zu seiner Person führten zu einem unübersichtlichen Lebensbild, das von Ulrich Joost erst 1989 teilweise aufgeklärt und zurechtgerückt wurde, indem er den Nachweis führt, dass Grothaus seine Biographien bei Rotermund und in der ADB einerseits wohl seinen Begegnungen mit Goethe verdankt, andererseits die Fehler dieser beiden Biographien bis heute in der Sekundärliteratur kritiklos übernommen werden.

## Schriften
- Rede von der Kriegskunst: Gehalten zu Göttingen in einer Versammlung der Königl. Gesellschaft der Wissenschaften in Gegenwart des Durchlauchtigsten Hessischen Prinzen Carl General en Chef der dänischen Armee am 19. Merz 1778. Schönfeld, 1780 (unter anderem auch wiedergegeben in: Neues militairisches Journal. Band 4, Helwing, 1790, S. 175 ff. (Digitalisat))